# District de Dương Kinh
Dương Kinh est un district urbain de Haïphong dans le delta du fleuve Rouge au Viêt Nam. 

## Géographie
La superficie du district est de 48,85 km2. 